# Fallin’ (Alicia Keys-dal)
A Fallin’ Alicia Keys amerikai énekesnő első kislemeze első, Songs in A Minor című stúdióalbumáról. A dalt 2001 áprilisában küldték el a rádióknak. Ez Keys legismertebb és slágerlisták tekintetében a 2007-ben megjelent No One után a legsikeresebb száma; az USA-ban az első listavezető dala lett, több országban nagy sikert aratott, és a 2002-es Grammy-díjátadón három díjat nyert el, közte az év dalának járót is.

## Felvételek
A dalt Keys egyedül írta; zongorán is játszik benne, Miri Ben-Ari pedig hegedül. Bár ma ez Alicia legismertebb dala, kevésen múlt, hogy nem az ő előadásában vált híressé. Mielőtt csatlakozott volna a J Recordshoz, Keys a Sony Musichoz tartozó Columbia Recordsszal írt alá szerződést. A Sony úgy vélte, Keysnek olyan, mások által írt dalokat kellene énekelnie, amelyek jobban megfelelnek a közízlésnek, ő azonban ragaszkodott hozzá, hogy a saját maga által írt dalokat énekelje. Emiatt karrierjének beindulása két évig váratott magára. Mivel a lemeztársaság nem foglalkozott vele, Keysnek sok szabadideje volt, ezalatt írta meg a dalt, melynek szövegét egyik első párkapcsolata ihlette.
Mivel Keys karrierje még nem indult be, a Sony eredetileg Kim Scottnak, egy hozzájuk leszerződött fiatal tehetségnek szánta a dalt. Keys szerette volna saját maga felénekelni a dalt, de nem tehette, mert a Sony nem foglalkozott vele. Az énekesnő először önként átadta a dalt Scottnak, később azonban meggondolta magát, így Scott nem énekelte fel a dalt. Clive Davis, a Columbia korábbi munkatársa, aki akkor az Arista Records vezetője volt, hallott Aliciáról, és a lány tehetsége meggyőzte. Mikor megalapította saját cégét, a J Recordsot, kivásárolta Aliciát a Sonyhoz fűződő szerződéséből, és leszerződtette.
Keys az új kiadónál elkezdett dolgozni első, Songs in A Minor című albumán. A Sonyval ellentétben a J Records bátorította, hogy saját szerzeményeit énekelje. Első kislemeznek majdnem a Girlfriendet választották, amit Keys Jermaine Duprival írt, Keys és a lemezcég vezetői választása azonban végül a Fallin’-ra esett.

## Fogadtatása
A Fallin’ 2001 áprilisában jelent meg, Alicia Keys első kislemezeként, Clive Davis és a J Records reklámkampánya közepette. A dalt azonnal játszani kezdték a rádiók, végül az első helyig jutott az amerikai Billboard Hot 100 és Billboard Hot R&B/Hip-Hop Songs slágerlistán is; előbbit augusztus 18-tól kezdve hat héten át vezette. Számos más országban is a listák elejére került, platinalemez lett Ausztráliában, Belgiumban, Hollandiában, Norvégiában, Svájcban, Svédországban, aranylemez az USA-ban, Ausztriában, Németországban és Új-Zélandon. Megjelenése óta gyakran adják elő tehetségkutató műsorokban. A dal hiphopremixe, amelyben az akkoriban szintén a J Recordshoz szerződött Busta Rhymes és Rampage is közreműködnek, felkerült az album brit kiadására.
A dal 2001 egyik legsikeresebb dala lett, és számos díjra jelölték. 2002-ben három Grammy-díjat nyert, az év dalának, a legjobb R&B-dalnak és a legjobb női R&B-felvételnek járót. (Az év felvételének járó Grammyt, amelyre szintén jelölték, a U2 Walk On című dala kapta.)
A 2001-es Billboard Music Awards díjkiosztón a Fallin’, melyet az év Hot 100 kislemeze címre jelöltek, nem nyerte el a díjat, helyette a Lifehouse Hanging by a Moment című száma nyert. A NAACP díjra 2002-ben a kiemelkedő dal és kiemelkedő videóklip kategóriában is jelölték, de nem nyert.

## Videóklip
A Fallin’ videóklipjét Chris Robinson rendezte, és 2001 tavaszán és nyarán gyakran játszották a zenecsatornák. A legtöbb R&B-dal klipjével ellentétben a klip egyszerű, táncjelenet nincs benne. A klip a Girlfriend című dal egy részletével kezdődik, ami később a negyedik kislemez lett; a történetben Keys a börtönben látogatja meg párját. A klip történetét folytatja a második videóklip, amely az A Woman’s Worth című dalhoz készült, ebben Alicia barátja kiszabadul a börtönből és próbál visszailleszkedni a társadalomba. Keys egy interjúban elmondta, hogy az eredeti elképzelés szerint ő lett volna börtönben és a barátja látogatta volna meg.

## Számlista
| CD kislemez (Európa) 1. Fallin’ – 3:30 2. Fallin’ (Extended Remix feat. Busta Rhymes & Rampage) – 4:15 CD kislemez (promó) 1. Fallin’ (Radio Edit) – 3:16 2. Fallin’ (Extended Remix feat. Busta Rhymes & Rampage) – 4:15 CD maxi kislemez (Európa) 1. Fallin’ (Radio Edit) – 3:16 2. Fallin’ (Instrumental) – 3:06 3. Fallin’ (Call Out Hook) – 0:10 CD maxi kislemez 1. Fallin’ (Radio Version) – 3:16 2. Fallin’ (Remix feat. Busta Rhymes & Rampage) – 4:15 3. Rear View Mirror – 4:03 4. Fallin’ (videóklip/képgaléria/dalszöveg) CD maxi kislemez (USA; promó) 1. Fallin’ (Remix feat. Busta Rhymes & Rampage) – 4:15 2. Fallin’ (Extended Remix feat. Busta Rhymes & Rampage) – 4:15 3. Fallin’ (Remix w/o Rap) – 3:35 4. Fallin’ (Instrumental) – 3:06 5. Fallin’ (Call Out Hook) – 0:10 CD maxi kislemez (Európa) 1. Fallin’ (Radio Edit) – 3:16 2. Fallin’ (Album Version) – 3:30 3. Fallin’ (Extended Remix feat. Busta Rhymes & Rampage) – 4:15 4. Fallin’ (Remix w/o Rap) – 3:35 5. Fallin’ (Remix Instrumental) – 4:15 6. Fallin’ (videóklip) | 12" kislemez (Egyesült Királyság) 1. Fallin’ (MJ Cole Rollin Dub) – 6:45 12" kislemez (Egyesült Királyság) 1. Fallin’ (Drum and Bass Remix) – 6:44 2. Fallin’ (Drum and Bass Remix) – 7:08 12" maxi kislemez (Egyesült Királyság) 1. Fallin’ (Remix) – 4:15 2. Fallin’ (Album Version) – 3:30 3. Fallin’ (Instrumental) – 3:06 12" maxi kislemez (USA) 1. Fallin’ (Remix) – 4:15 2. Fallin’ (Remix Instrumental) – 4:15 3. Fallin’ (Remix w/o Rap) – 3:35 4. Fallin’ (Radio Version) – 3:16 12" maxi kislemez (USA; promó) 1. Fallin’ (Remix – Vocal W/ Rap) – 4:15 2. Fallin’ (Remix – Vocal W/o Rap) – 3:35 3. Fallin’ (Remix – Instrumental) – 4:00 4. Fallin’ (Remix – Club Vocal) – 5:01 5. Fallin’ (Remix – Extended Club Mix) – 8:10 |

## Helyezések
| Slágerlista (2001)                    | Legmagasabb helyezés |
| ------------------------------------- | -------------------- |
| USA Billboard Hot 100                 | 1                    |
| USA Billboard Hot R&B/Hip-Hop Songs   | 1                    |
| Ausztrál ARIA kislemezlista           | 7                    |
| Belga Ultratop 50 kislemez (Flandria) | 1                    |
| Belga Ultratop 40 kislemez (Vallónia) | 3                    |
| Brit kislemezlista                    | 3                    |
| Brit R&B kislemezlista                | 1                    |
| Eurochart Hot 100 kislemez            | 3                    |
| Ír kislemezlista                      | 3                    |
| Holland Top 40                        | 1                    |
| Kanadai kislemezlista                 | 24                   |
| Lett Top 30 rádiós slágerlista        | 15                   |
| Német Media Control kislemezlista     | 2                    |
| Olasz FIMI kislemezlista              | 3                    |
| Ö3 Austria Top 40                     | 3                    |
| Svájci kislemezlista                  | 2                    |
| Svéd kislemezlista                    | 7                    |
| Új-zélandi RIANZ kislemezlista        | 1                    |
| Slágerlista (2002)                    | Legmagasabb helyezés |
| USA Billboard Hot Adult Contemporary  | 24                   |
| Dán kislemezlista                     | 14                   |
| Francia SNEP kislemezlista            | 5                    |
| Norvég kislemezlista                  | 2                    |